# 阿纳斯塔西娅·塞梅诺娃
阿纳斯塔西娅·塞梅诺娃（俄语：Анастасия Семенова，1999年3月12日—），俄羅斯女子羽毛球運動員。

## 簡歷
2016年6月，阿纳斯塔西娅·塞梅诺娃出戰立陶宛羽毛球國際賽，除與叶卡捷琳娜·博洛托娃合作贏得女子雙打冠軍外，個人亦在女單賽事打進四強。同年10月，塞梅诺娃又與娜塔莉亚·佩米诺娃合作，打進俄羅斯大獎賽女子雙打四強。

## 主要比賽成績
只列出曾進入準決賽的國際賽事成績：
| 年份   | 賽事                     | 公開賽級別 | 項目     | 拍檔                | 成績   |
| ------ | ------------------------ | ---------- | -------- | ------------------- | ------ |
| 2016年 | 拉脫維亞羽毛球國際賽     | 未來系列賽 | 女子雙打 | 叶卡捷琳娜·博洛托娃 | 準決賽 |
| 2016年 | 立陶宛羽毛球國際賽       | 未來系列賽 | 女子單打 | －                  | 準決賽 |
| 2016年 | 立陶宛羽毛球國際賽       | 未來系列賽 | 女子雙打 | 叶卡捷琳娜·博洛托娃 | 冠軍   |
| 2016年 | 俄羅斯羽毛球大獎賽       | 大獎賽     | 女子雙打 | 娜塔莉亚·佩米诺娃   | 準決賽 |
| 2017年 | 歐洲青年羽毛球錦標賽     | 其他       | 混合團體 | －                  | 亞軍   |
| 2017年 | 以色列夏瑣羽毛球國際賽   | 未來系列賽 | 女子單打 | －                  | 冠軍   |
| 2017年 | 以色列夏瑣羽毛球國際賽   | 未來系列賽 | 女子雙打 | 克谢尼娅·叶夫根诺娃 | 冠軍   |
| 2017年 | 土耳其羽毛球國際賽       | 國際系列賽 | 女子雙打 | 克谢尼娅·叶夫根诺娃 | 準決賽 |
| 2018年 | 歐洲羽毛球女子團體錦標賽 | 其他       | 女子團體 | －                  | 季軍   |
| 2018年 | 克羅地亞羽毛球國際賽     | 未來系列賽 | 女子雙打 | 克谢尼娅·叶夫根诺娃 | 冠軍   |
| 2018年 | 希臘羽毛球國際賽         | 未來系列賽 | 女子單打 | －                  | 準決賽 |
| 2018年 | 白俄羅斯羽毛球國際賽     | 未來系列賽 | 女子單打 | －                  | 亞軍   |
| 2019年 | 歐洲羽毛球混合團體錦標賽 | 其他       | 混合團體 | －                  | 季軍   |

| 2007-2017年 | 首要超級賽 | 超級賽 | 黃金大獎賽 | 大獎賽 | 國際挑戰賽 | 國際系列賽 | 未來系列賽 | 其他 |

| 2018-2026年 | 總決賽 | 超級1000賽 | 超級750賽 | 超級500賽 | 超級300賽 | 超級100賽 | 國際挑戰賽 | 國際系列賽 | 未來系列賽 | 其他 |